# Чёрч, Фрэнк
Фрэнк Форрестер Чёрч (англ. Frank Forrester Church III; 25 июля 1924, Бойсе (город), Айдахо, США — 7 апреля 1984) — американский юрист и политик-демократ.
Сенатор от штата Айдахо в 1957—1981 годах.
Окончил Стэнфордский университет (бакалавр, 1947), позже окончил школу права там же.
Представлял прогрессистское крыло Демократической партии. Выдвигался кандидатом на демократической номинации к президентским выборам 1976 года, проиграл Джимми Картеру.
В 1975 году возглавил комиссию Сената США, изучавшую незаконные операции спецслужб. В 1979—1981 годах был главой сенатского комитета по международным отношениям.

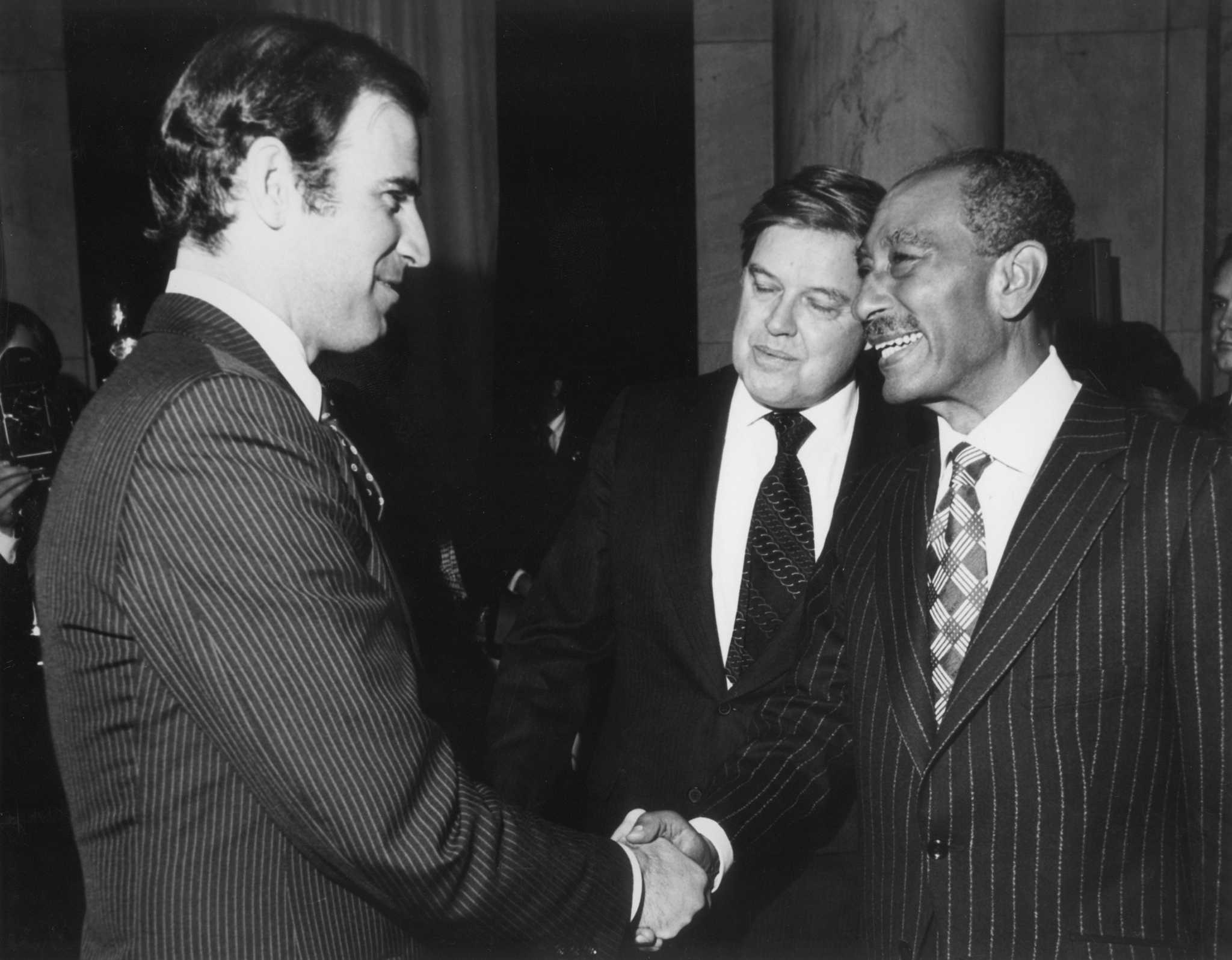
Сенаторы США Джозеф Байден (будущий Президент США) и Фрэнк Чёрч на встрече с президентом Египта Анваром Садатом при подписании мирного договора с Израилем, 1979

## Смерть и похороны
Через три года после ухода из Сената, 12 января 1984 года, Чёрч был госпитализирован с диагнозом опухоли поджелудочной железы. Меньше чем три месяца спустя он умер в своём доме в пригороде Вашингтона Бетезде, штат Мэриленд, 7 апреля в возрасте 59 лет. Чёрч был похоронен на кладбище Моррис-хилл возле своего героя детства, сенатора Уильям Бора.